# Paternoster Square
Paternoster Square – plac w Londynie, w City of London, położony w pobliżu katedry św. Pawła. Jego nazwa pochodzi od nieistniejącej już ulicy Paternoster Row. Obszar ten został doszczętnie zniszczony w następstwie niemieckich nalotów podczas II wojny światowej. Jedno z wejść na plac stanowi brama Temple Bar projektu Christophera Wrena z 1669 roku, przeniesiona w to miejsce w 2004 roku. Plac jest publiczną strefą pieszą, choć stanowi on własność prywatną spółki inwestycyjnej Mitsubishi Estate. Przy placu swoją siedzibę ma Londyńska Giełda Papierów Wartościowych (LSE).

## Rzeźby i pomniki
Głównym pomnikiem na przebudowanym placu jest kolumna o wysokości 23 m. Jest to koryncka kolumna z portlandzkiego wapienia zwieńczona miedzianą, pozłacaną urną, z wykończeniem w kształcie płomienia. W nocy jest ona oświetlona. Zaprojektowana została przez firmę Williama Whitfielda „Whitfield Partners”, i służy również jako szyb wentylacyjny dla drogi, biegnącej pod placem.
Na północnym krańcu placu znajduje się brązowy pomnik Paternoster (znany również jako Pasterz i Owce) autorstwa Dame Elisabeth Frink. Pomnik został odsłonięty przez Yehudi Menuhina w 1975 roku, a po przebudowie został postawiony na nowym cokole.
Kolejną rzeźbą na placu jest Paternoster Vents autorstwa Thomasa Heatherwicka z 2002 r.

Kamienna brama wejściowa na plac – Temple Bar została zaprojektowana przez Wrena, zbudowana w latach 1669–1672 na Fleet Street, w dzielnicy Temple (historyczne zachodnie uroczyste wejście do miasta), znajduje się przed bocznym wejściem do katedry od 2004 roku. Jej przywrócenie kosztowało ponad 3 miliony funtów.

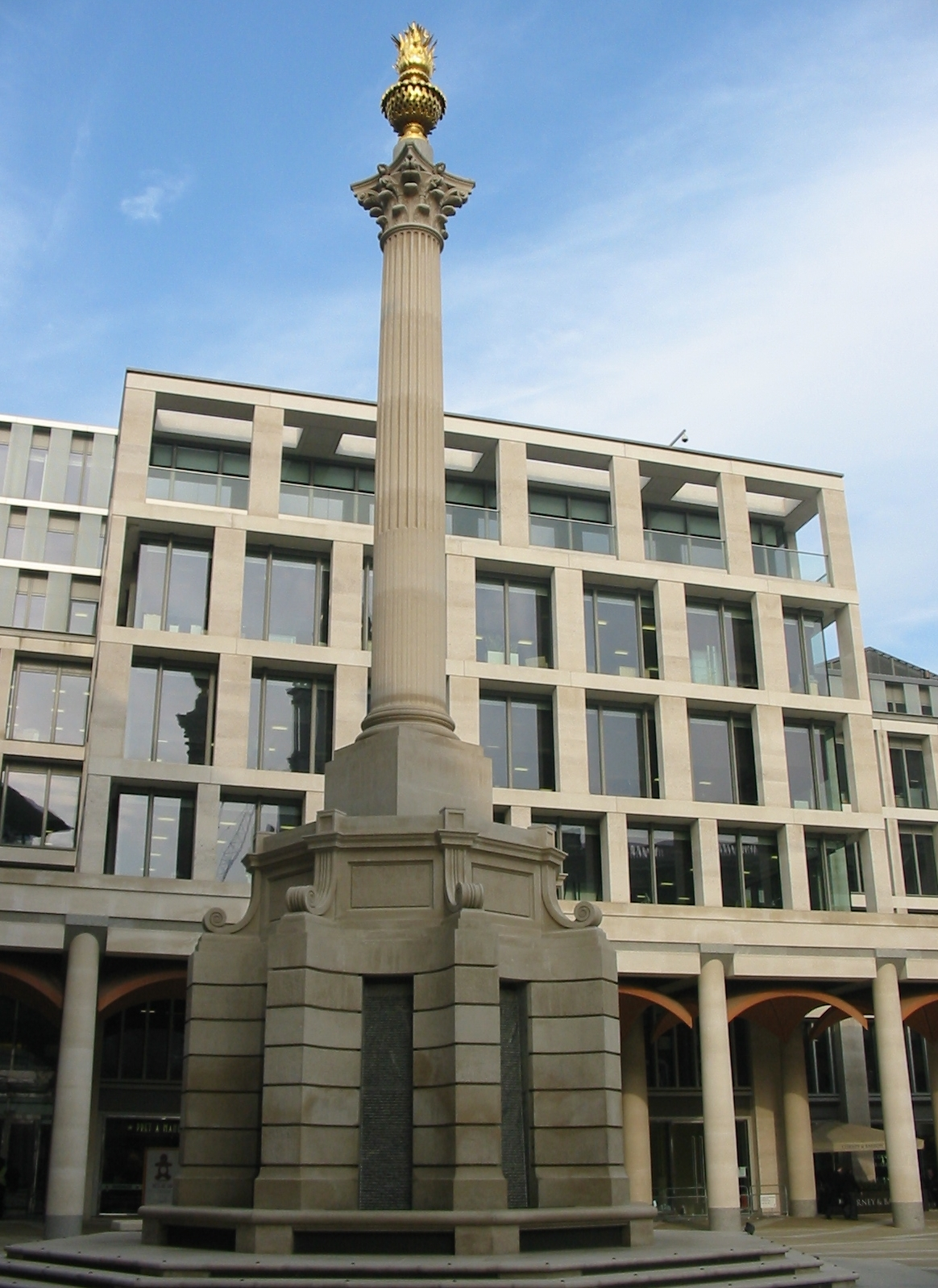
Kolumna na placu
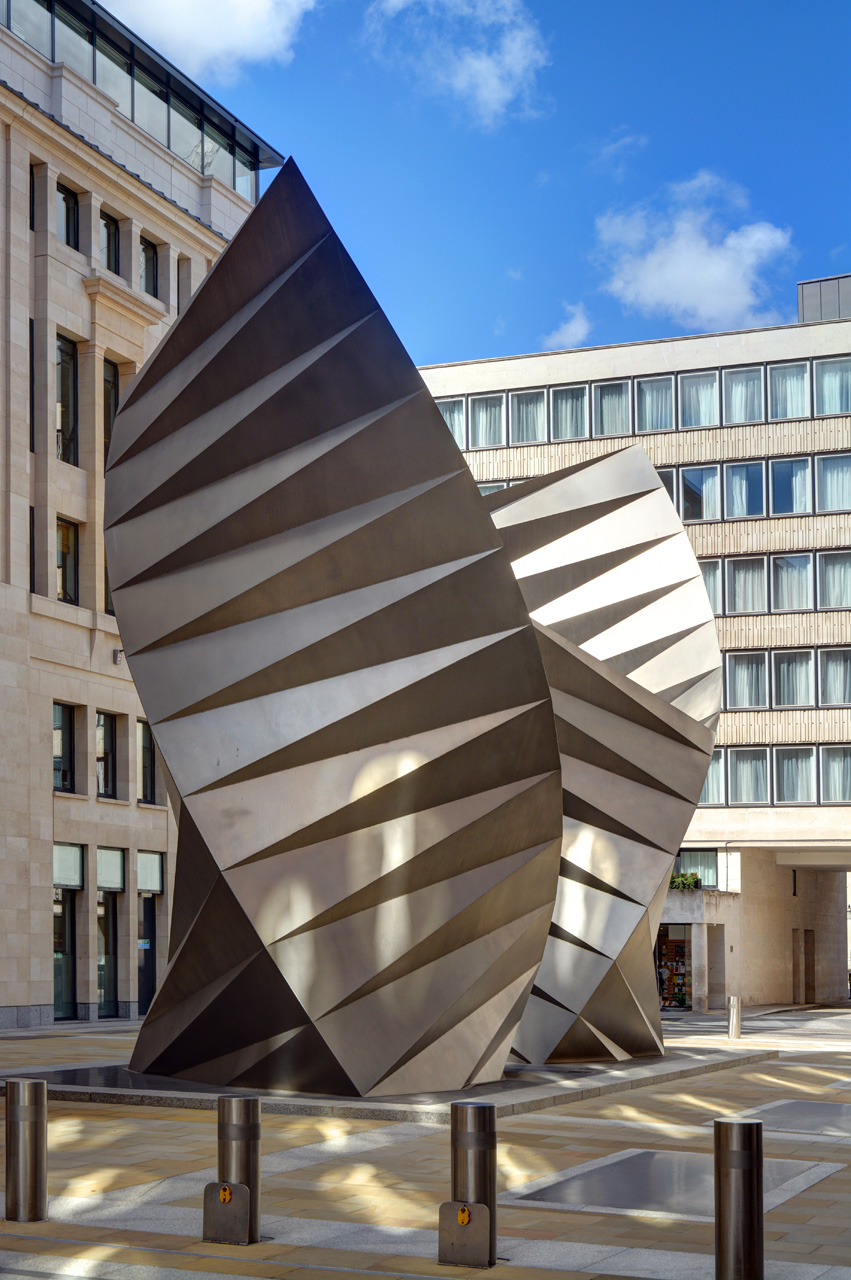
Rzeźba Paternoster Vent
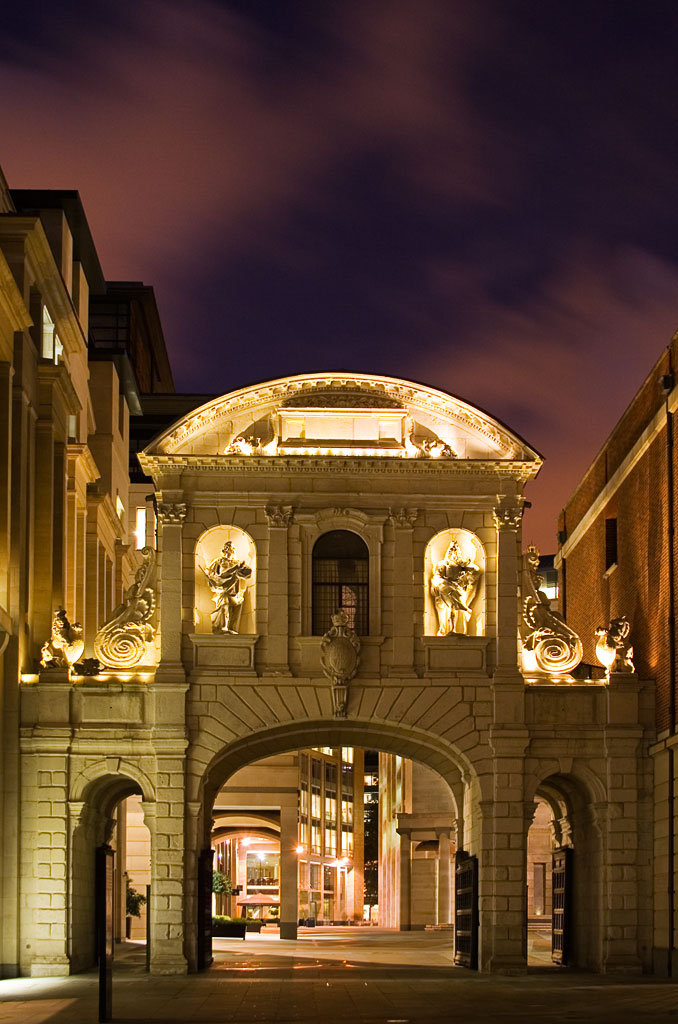
Temple Bar – historyczna brama wejściowa na plac
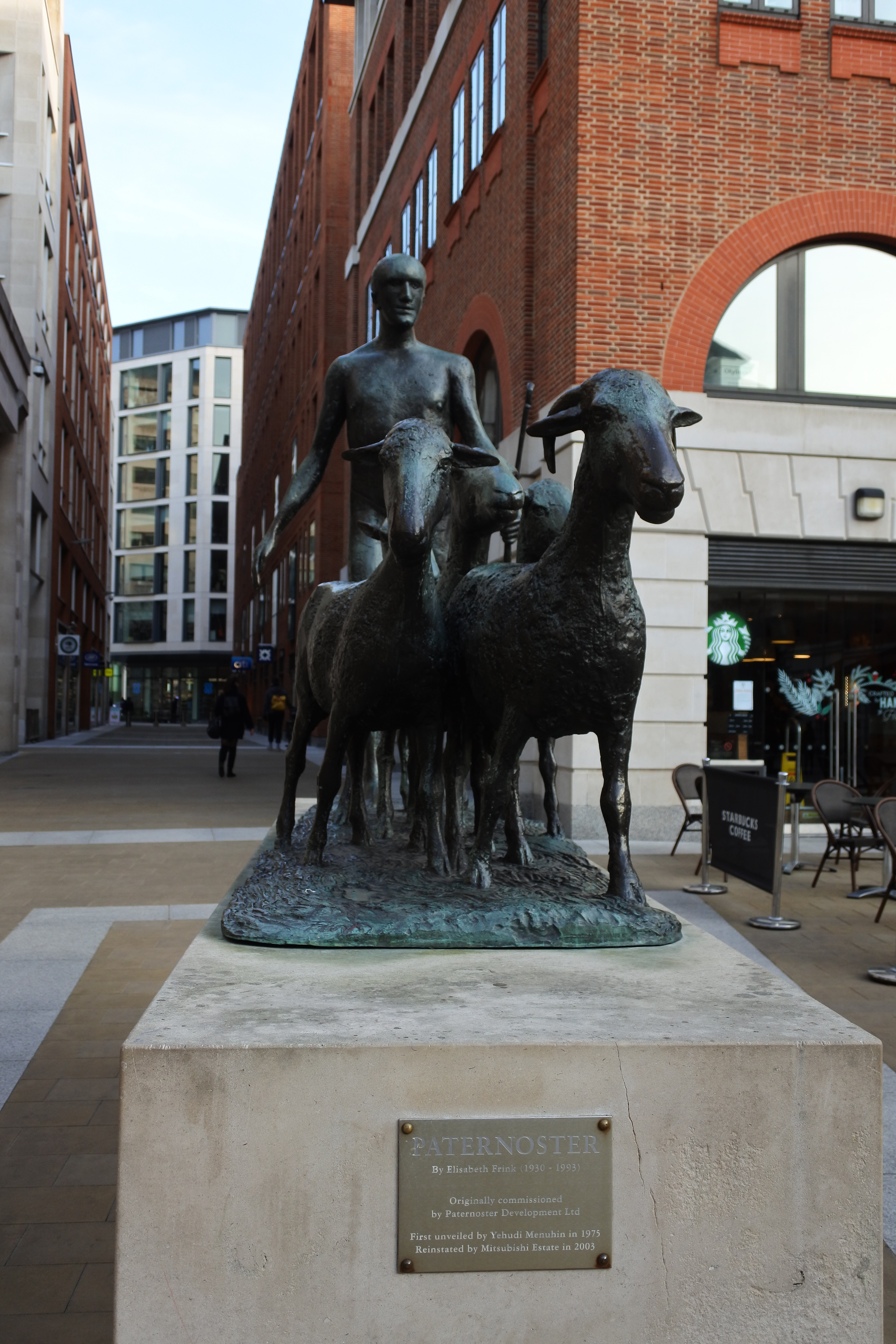
Rzeźba Pasterz i owce